# 하코네 온천

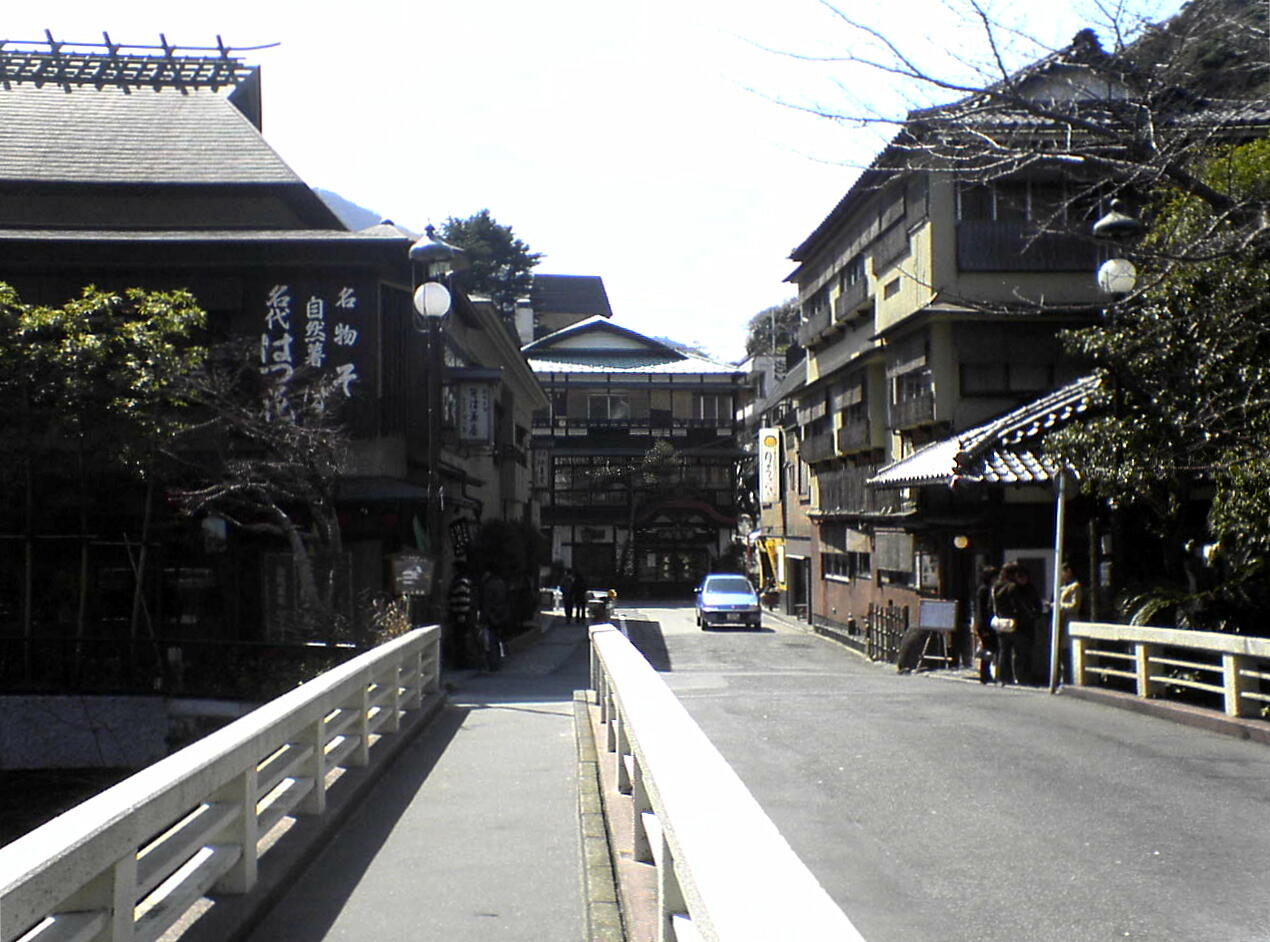
하코네 온천 거리

하코네 온천(일본어: 箱根温泉)은 가나가와현 아시가라시모군 하코네정에 있는 온천의 총칭이다. 하코네 산의 기슭부터 중턱까지 온천거리가 군데군데 형성되어 있다. 부근은 후지 하코네 이즈 국립공원으로 지정되어 있다.